# Gerbéviller
Gerbéviller [ʒɛʁbevile] est une commune française située dans le département de Meurthe-et-Moselle, en région Grand Est. Elle fait partie de la région historique et culturelle de Lorraine.

## Géographie

### Localisation
Gerbéviller se situe à 14 km au sud de Lunéville, à 23 km au nord-ouest de Rambervillers, à une quarantaine de kilomètres au nord d'Épinal et à 44 km au sud-est de Nancy.

### Géologie et relief
Hydrogéologie et climatologie : Système d’information pour la gestion des eaux souterraines du bassin Rhin-Meuse :
Territoire communal : Occupation du sol (Corinne Land Cover); Cours d'eau (BD Carthage),
Géologie : Carte géologique; Coupes géologiques et techniques,
 Hydrogéologie : Masses d'eau souterraine; BD Lisa; Cartes piézométriques.

### Sismicité
Commune située dans une zone 1 de sismicité très faible.

### Communes limitrophes
La commune de Gerbéviller est limitrophe des communes suivantes : Haudonville, Moriviller, Remenoville, Seranville, Vallois, Moyen, Fraimbois, Hériménil, Xermaménil et Lamath.

### Voies de communication et transports
La ville est traversée du nord au sud par la route départementale 914, l’ancienne route nationale 414 qui relie Lunéville à Rambervillers. La RD 122 démarre à Gerbéviller pour relier Haudonville puis Moriviller. La RD 144 démarre à Gerbéviller pour relier Remenoville. La RD 147 démarre à Gerbéviller pour relier Seranville. LA RD 148 démarre à Gerbéviller pour relier Fraimbois. On note que la ville n'a pas de route communale hors agglomération à sa charge.
Depuis la fermeture de la gare au début des années 1980, Des lignes de bus desservent la ville en direction de Lunéville et de Rambervillers.

### Hydrographie
La commune est dans le bassin versant du Rhin au sein du bassin Rhin-Meuse. Elle est drainée par la Mortagne, le ruisseau d'Avedeuy, le ruisseau de Censal, le ruisseau de Falenzay, le ruisseau de la Goutte Les Rapes, le ruisseau de l'Étang de la Reine et le ruisseau de Moranviller,,.
La ville est blottie au cœur de la vallée de la Mortagne. S'étalant sur les deux rives de cette rivière, la cité est néanmoins principalement bâtie sur sa rive gauche où se trouvent les bâtiments les plus anciens. La Mortagne se divise à Gerbéviller en plusieurs bras qui alimentaient autrefois de nombreux lavoirs et autres moulins. Le bras le plus important, appelé ici le Canal, est enjambé par des ponts de bois. D'une longueur de 75 km, elle prend sa source dans la commune de Saint-Léonard et se jette  dans la Meurthe à Mont-sur-Meurthe, après avoir traversé 26 communes. Les caractéristiques hydrologiques de la Mortagne sont données par la station hydrologique située sur la commune. Le débit moyen mensuel est de 5,37 m3/s. Le débit moyen journalier maximum est de 133 m3/s, atteint lors de la crue du 3 octobre 2006. Le débit instantané maximal est quant à lui de 244 m3/s, atteint le même jour.

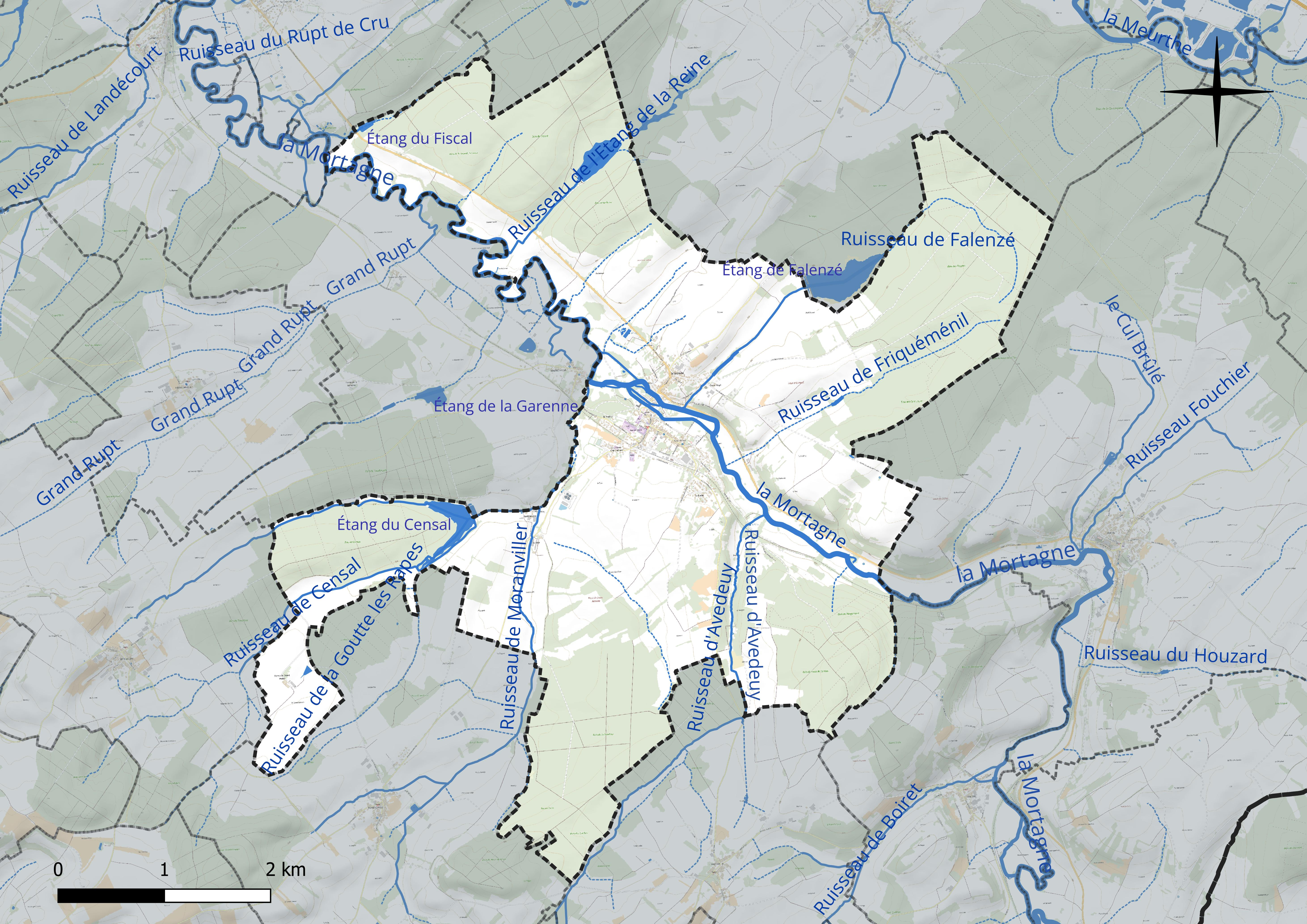
Réseau hydrographique de Gerbéviller.

Trois plans d'eau complètent le réseau hydrographique : l'étang de la Reine (8,4 ha), l'étang du Censal (8,9 ha) et l'étang du Fiscal (0,9 ha),.

### Climat
Pour des articles plus généraux, voir Climat du Grand Est et Climat de Meurthe-et-Moselle.
En 2010, le climat de la commune est de type climat des marges montargnardes, selon une étude du Centre national de la recherche scientifique s'appuyant sur une série de données couvrant la période 1971-2000. En 2020, Météo-France publie une typologie des climats de la France métropolitaine dans laquelle la commune est exposée à un climat semi-continental et est dans la région climatique  Lorraine, plateau de Langres, Morvan, caractérisée par un hiver rude (1,5 °C), des vents modérés et des brouillards fréquents en automne et hiver. 
Pour la période 1971-2000, la température annuelle moyenne est de 9,7 °C, avec une amplitude thermique annuelle de 17 °C. Le cumul annuel moyen de précipitations est de 836 mm, avec 12,1 jours de précipitations en janvier et 9,8 jours en juillet. Pour la période 1991-2020, la température moyenne annuelle observée sur la station météorologique de Météo-France la plus proche, « Roville », sur la commune de Roville-aux-Chênes à 14 km à vol d'oiseau, est de 10,3 °C et le cumul annuel moyen de précipitations est de 833,3 mm. 
La température maximale relevée sur cette station est de 40 °C, atteinte le 25 juillet 2019 ; la température minimale est de −24,5 °C, atteinte le 2 janvier 1971,,. 
Les paramètres climatiques de la commune ont été estimés pour le milieu du siècle (2041-2070) selon différents scénarios d'émission de gaz à effet de serre à partir des nouvelles projections climatiques de référence DRIAS-2020. Ils sont consultables sur un site dédié publié par Météo-France en novembre 2022.

## Urbanisme

### Typologie
Au 1er janvier 2024, Gerbéviller est catégorisée bourg rural, selon la nouvelle grille communale de densité à sept niveaux définie par l'Insee en 2022.
Elle est située hors unité urbaine. Par ailleurs la commune fait partie de l'aire d'attraction de Nancy, dont elle est une commune de la couronne,. Cette aire, qui regroupe 353 communes, est catégorisée dans les aires de 200 000 à moins de 700 000 habitants,.

### Occupation des sols
L'occupation des sols de la commune, telle qu'elle ressort de la base de données européenne d’occupation biophysique des sols Corine Land Cover (CLC), est marquée par l'importance des forêts et milieux semi-naturels (48,3 % en 2018), en diminution par rapport à 1990 (51,6 %). La répartition détaillée en 2018 est la suivante : forêts (48,3 %), terres arables (24,9 %), prairies (15,3 %), zones agricoles hétérogènes (7,7 %), zones urbanisées (3,7 %), eaux continentales (0,1 %). L'évolution de l’occupation des sols de la commune et de ses infrastructures peut être observée sur les différentes représentations cartographiques du territoire : la carte de Cassini (XVIIIe siècle), la carte d'état-major (1820-1866) et les cartes ou photos aériennes de l'IGN pour la période actuelle (1950 à aujourd'hui).

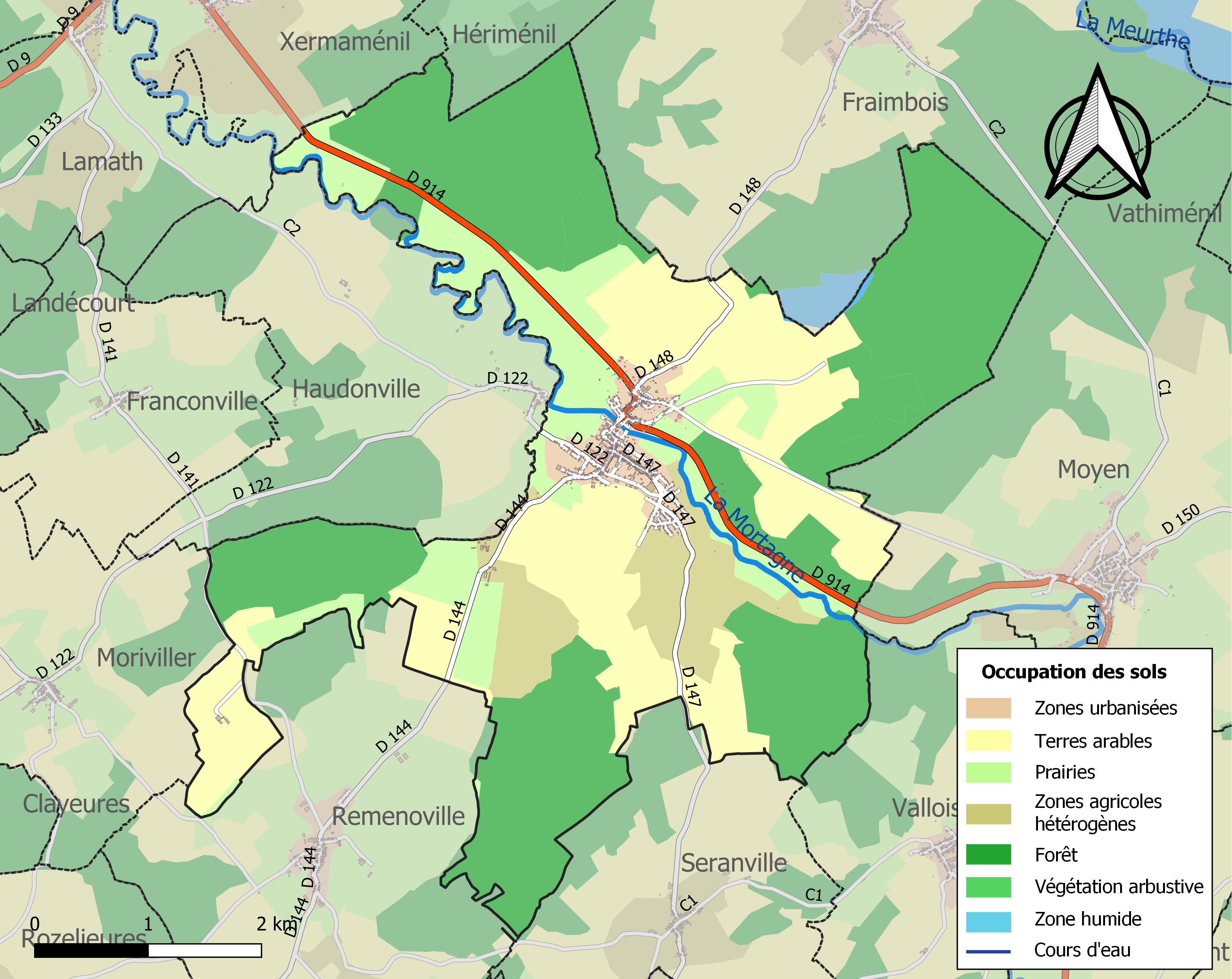
Carte des infrastructures et de l'occupation des sols de la commune en 2018 (CLC).

## Toponymie
Les attestations les plus anciennes sont données par le «DicoTopo» : Otto de Gislebertvillers en 1092 ; G de Gislibertivillare en 1129.
Henri Lepage donne : Gilberviller/Gilleberviller/Gillebelviller (1135) ; Castrum alodii de Gilleberti villario (1179) ; Gilberverer (1192) ; Gilliberti villare (XIIIe siècle) ; Gilebertviller (1274) ; Geleberviller (1296) ; Gelliberti villa (XIVe siècle) ; Girbertivillare (1357) ; Gerbervilleir (1392) ; Girberviller (1397) ; Girbeviller (XVe siècle) ; Gebertum villare (1513) ; Gerbertivilla (XVIe siècle) ; Gerbéviller (1793),. Le dictionnaire géographique de 1744 donne Gerbodi Villare sans aucune référence. On lit « Gerbiéler » dans certains titres de l'abbaye de Beaupré parmi les archives de Lorraine.
Pour Ernest Nègre, ce toponyme se serait formé sur la base d'un nom de personne germanique et plus récemment Martina Pitz confirme avec le nom germanique Gislebert.
Gerbéviller se prononce Gerbiélè ou Gerbiélé en lorrain-roman et aussi dans les contes de Fraimbois.

### Légende à propos du toponyme
Lors de son passage, saint Mansuy, apôtre des Leuques et évêque de Toul, aurait construit ici une église et accomplit le miracle du décuplement des gerbes. La légende veut que ce prétendu miracle soit à l'origine du nom de la ville. Les travaux toponymiques du XXe siècle sont suffisamment aboutis pour démentir définitivement cette superstition.

## Histoire
Différentes découvertes archéologiques démontrent que le territoire est habité au moins depuis l'époque gallo-romaine.

### Le trésor de Gerbéviller
C'est sous ce nom qu'est connu la découverte archéologique faite en 1848. On mit au jour sur le territoire de Xermaménil, en limite de celui de Gerbéviller et sur les bords de la Mortagne, un ensemble d'objets en bronze comprenant des javelots, des lances, des flèches et des faucilles datant de l'âge du bronze. Une partie de cette trouvaille est au musée d’Épinal.

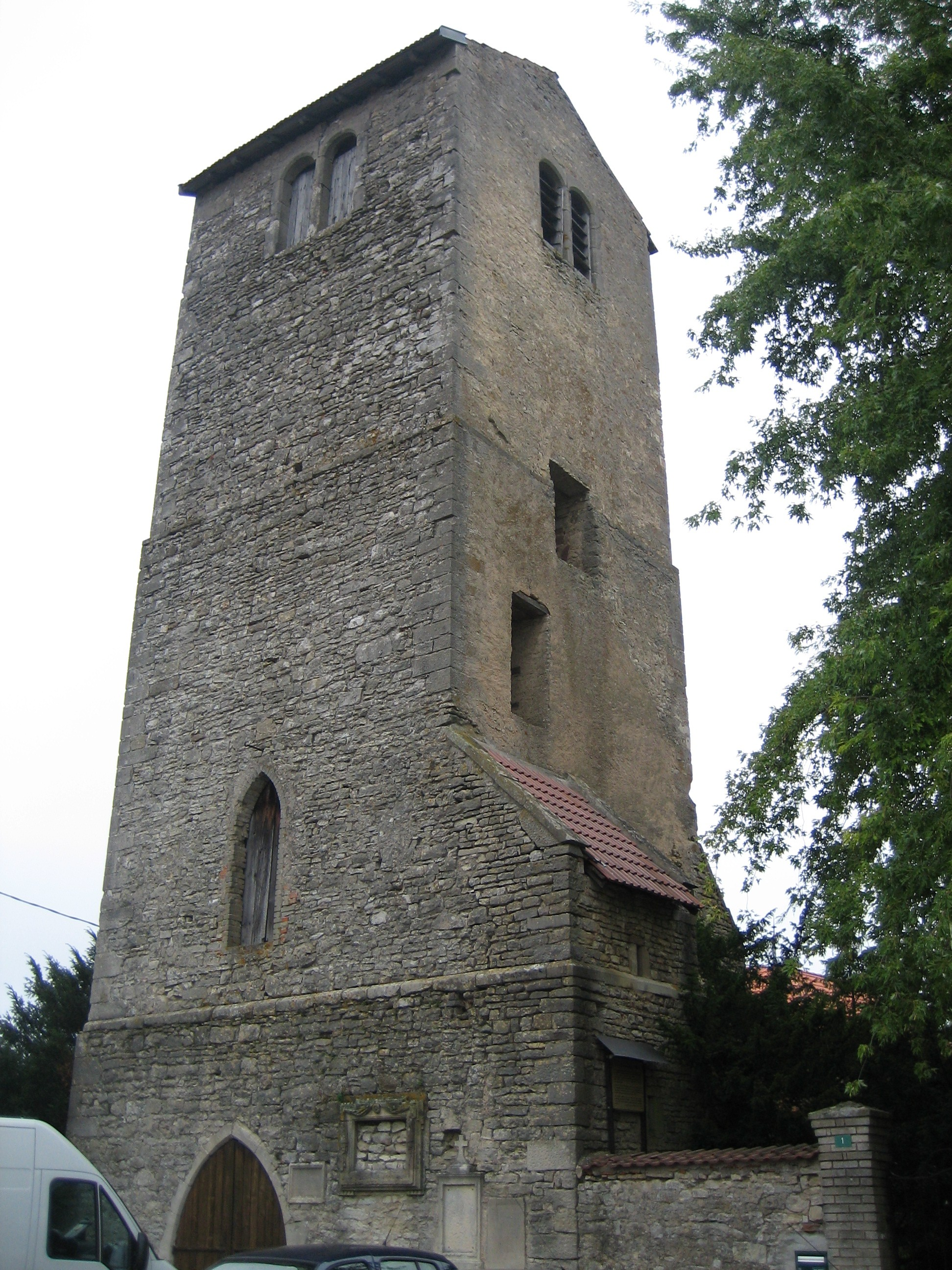
La tour Saint-Pierre.

### Période Gallo-Romaine
Les traces les plus importantes de cette époque se situent au sud-est du territoire actuel en direction de Moyen. Selon les sources, le lieu s'appelle Lana ou Mégemont.

### Haut Moyen Âge
À environ 1 km de Gerbéviller en direction de Remenoville, il existait un lieu-dit Au vieux Moutier. Lors de la construction de la route départementale numéro 144 en 1851, des tombeaux furent découverts à cet endroit. En 1928, des fouilles archéologiques ont mis au jour un cimetière mérovingien et les bases d'une église probablement incendiée au XIIe siècle.
Moutier ou moustier ou moté ou motet viennent du latin monasterium et signifient église en lorrain-roman (patois lorrain).

### Moyen Âge
Selon Dom Calmet, la seigneurie de Gerbéviller a d'abord appartenu aux comtes de Querford qui auraient construit le premier château en 1128. Lothaire II du Saint Empire étant descandant de cette famille, cela pourrait expliquer les liens ténus entre les seigneurs successifs de Gerbéviller et les ducs de Lorraine. Ces affirmations sont à considérer avec prudence car aucune autre source connue ne les confirme. 
On lit dans « le héraut de Lorraine » que Wauthier de Gerbéviller serait le troisième fils du duc Simon Ier et que ce Wauthier aurait été seigneur de Gerbéviller en 1140,. 
Une charte de 1186 de Pierre de Brixey, évêque de Toul, mentionne une transaction entre les héritiers de Wauthier, au palais de Gerbéviller (apud Giliberviler in palatio). Le mot «palais» est important car il laisse supposer un bâtiment important, donc un développement important.
Au mois de juin 1225, Philippe seigneur de Gerbéviller, donne son moulin à l'église de Beaupré (Molendimum meum de Giliberviler). Il donne à la même abbaye la forêt appelée Wachenoy, tous les bois situés entre Vathiménil et Gerbéviller (inter Watiermasnil et Giliberviler), ce qu'il avait à Vathiménil en hommes, bois, terres et eaux. Il rend à l'abbaye tout l'alleu de Dericus (ancien chevalier de Haudonville) ainsi que tous les hommes de l'alleu de Doncourt, qu'ils habitent Franconville ou Landécourt (Apud Franconvillam vel apud Landecort). Ces informations proviennent des archives de Beaupré. Doncourt est un village disparu dont le territoire est aujourd'hui intégré à celui de Landécourt.
En 1243, le duc Mathieu et Hugues, comte de Lunéville, font un échange. Le duc de Lorraine prend le château et la ville de Lunéville et toutes leurs dépendances avec Gerbéviller et Valfroicourt. De son côté, le comte prend Spitzemberg, Saint-Dié, Moyenmoutier et Étival.
Dans une charte de 1251, Jacques de Lorraine, évêque de Metz, et Renaud comte de Castres, son frère, déclarent que leur frère le duc Mathieu « ou lit de la maladie dont il fut mors » leur a commandé de rendre toutes les prises qu'il avait faites aux églises de sa terre notamment « son molin de Gilebertvileir et son boiz con apelle Waqueboi. Ils veulent ke tuit cil ke seront manant ou chastel de Gilebertvileir soit duz ou duchesse ou sires ou dames de la terre ou autre gent queil ke il soient et il et lor maisnies que venront morre ou moulin devant dit paient entièrement la mouture ». (que tous manants, attachés au château de Gerbéviller, nobles et bourgeois ou autres paient l'utilisation du moulin).
En 1265, le duc Ferry III « s'oblige à maintenir dans leur franchise et coutumes les bourgeois de Gerbéviller ». Il s'agit de ce que l'on appelle à l'époque le droit ou loi de Beaumont. Gerbéviller apparaît alors comme «ville franche». Cette mesure est moins favorable qu'il n'y parait. Le plus souvent, les représentants locaux du duc  n'appliquent que partiellement cette loi et l'époque manque de juristes pour leur rappeler leurs devoirs. Ensuite, le seigneur local qui n'est pas tenu par cette loi en profite pour imposer davantage sa seigneurie.
Le 24 février 1339, Jehans di Maillas des Bourdes (1) donne aux religieux de Beaupré sa vigne « séant au finage de Girberviller on costei de lou prei com dit Ambyangle ». (sa vigne sise sur le territoire de Gerbéviller à côté de leur pré appelé Ambyangle).
(1) les Bourdes : il s'agit probablement des Bordes, écart rural sur la commune de Haudonville.
En 1344, Isabelle de Lorraine, dame de Gerbéviller, donne après sa mort la moitié du moulin de Gerbéviller à l'abbaye de Beaupré. Elle l'avait au préalable acheté à la même abbaye (Voir Méharménil ci-dessous).
En juillet 1350, la même Isabelle assigne à Arnoul d'Agincourt 20 livres de rentes à prendre sur la vente de Gerbéviller.
Le 9 septembre 1399, Isabelle de Bar, dame d'Arques et de Pierrepont, engage au duc Charles II les château, ville et châtellenie de Gerbéviller pour la somme de 600 écus.
En 1470, Raoul comte de Linange permet à Jean Wisse, écuyer, de racheter le quart de la ville de Gerbéviller. Cette transaction est ratifiée le 10 août 1471 par le duc Nicolas.
Pendant les guerres contre charles le Téméraire, Gerbéviller fut prise, incendiée et en grande partie détruite. Jean Wisse fit reconstruire la halle, édifia la chapelle castrale en face du château. Il fit également construire un vaste corps de logis.
Le 10 novembre 1485, Hannemant et Wecker comtes de Linange, cèdent à Jean Wisse, bailli de Nancy, les trois quarts de la ville et de la châtellenie de Gerbéviller pour 9 000 florins d'or.

#### L'ancien moulin de Méharménil
On ne sait pas si ce moulin était situé sur l'actuel territoire de Gerbéviller ou sur Xermaménil. Dans son ouvrage sur la voirie médiévale, Jean-Marie Yante mentionne un pont sur la Mortagne à Méhartménil en 1218. En 1346, Isabelle de Lorraine Dame d'Ancerville et de Gerbéviller donne à l'abbaye de Beaupré ce qu'elle possède au moulin « con dit de Meharmesnil qui siet sur la riviere de Mourtenne (Mortagne) entre Gileberviller et Xermamenil ».
En 1487, Guillaume Simon tabellion à Rambervillers donne aux religieux de l'abbaye de Clairieu « plain povoir de faire à leur bon plaisir toutes et quantes foix que bon leur semblera, ung pont et avec ceu l'allée en ung prey appartenant audit Guillaume, qui est prez de Meharmenil... seant ou ban de Gerbeviller entre les deux yawes (les deux eaux) prez du moulin de Meharmenil ».
Un extrait des comptes du marquisat de l'année 1603 contient un marché passé entre le comte de Tornielle, le baron d'Haussonville et les religieux de Beaupré pour rétablir le moulin de Méharménil, lequel était « en toutes ses parties desmoly et ruyné par vieillesse ».
Les comptes de l'abbaye de Beaupré, année 1605, mentionnent une dépense pour réfections au moulin de Méharménil.

### Ancien régime
Les portes de la ville étaient surmontées d'une tour de guet. La muraille Est qui reliait les deux portes principales était à la fois très élevée et très épaisse. Elle était garnie de meurtrières et défendue par un fossé profond et d'une largeur de cinq mètres. Au Nord-Est, c'est le canal du moulin qui servait de fossé défensif.
La grosse dîme de Gerbéviller  revenait pour un quart au curé et un quart au prieur de Landécourt. L'autre moitié se répartissait entre l'abbé de Beaupré, l'abbé de Senones, le prieur de Landécourt et le curé d'Haudonville.
Le 1er mars 1512 Olry Wisse seigneur du lieu est autorisé à faire dresser un signe patibulaire aux portes de Gerbéviller. Il s'agit d'un gibet.
En 1585, au moins six personnes sont brûlées pour sorcellerie.
Le 1er septembre 1587 lors des guerres de Religion, les coalisés protestants logent à Ogéviller et à Herbéviller mais un détachement suisse s'installe au château de Gerbéviller qu'il met à sac. Quelques jours plus tard dans le même mouvement, ce sont les reîtres qui brûlent Gerbéviller.
En 1627, un terrible orage de grêle ravage les vignes. En 1630, un épouvantable orage s'abat sur la ville. La foudre tombe sur la tour Saint-Pierre qui prend feu. Elle est réduite en cendres. En 1633, c'est la peste qui fait sont apparition. En 1644, il n'y a plus que 14 ménages.
Comme pour le reste de la Lorraine, la guerre de 30 ans fut une terrible épreuve pour Gerbéviller. En 1633 alors que Nancy est assiégée par les Français, le duc Charles IV se retire à Gerbéviller et y demeure quarante-deux jours. En 1636, le château est démoli par ordre de Richelieu. Les années suivantes, les troupes françaises logent à plusieurs reprises à Gerbéviller. Elles commettent beaucoup de violences et lèvent de fortes contributions sur les habitants. En 1638, Louis XIII voyant que les principales villes vosgiennes sont reprises par les Lorrains, il confie des forces écrasantes au duc de Longeville ainsi qu'à Turenne, Ce dernier fut battu à Gerbéviller par les colonels lorrains Cliquot, Beaulieu et Ligniville. Cette victoire permit de reprendre Rambervillers, Baccarat et de progresser vers Blâmont. Mais ces victoires furent éphémères et les Français ne tardèrent pas à reprendre les places perdues. En 1681, ce sont les fortifications de Gerbéviller qui sont détruites. Elles furent partiellement relevées en 1704, 1706 et 1707. Richelieu avait demandé l'arasement des églises des congrégations des Carmes, des Bénédictins et de Notre-Dame qui ne furent sauvées que de justesse.
Un peu avant 1700, le marquis de Gerbéviller avait essayé de reprendre à son profit le bénéfice de la vente des fruits champêtres qui jusque là était utilisé pour le bien commun de la ville. Par son arrêt du 8 mars 1700, la cour souveraine de Lorraine et du Barrois confirme les bourgeois et la communauté de Gerbéviller dans leur droit ancestral et déboute ainsi Dame Charlotte de Tornielle représentant le marquis décédé.
Le 30 mai 1737 décède à Nancy Anne-Joseph, comte de Tornielle et de Brionne, marquis de Gerbéviller, grand chambellan de Lorraine, grand bailli de Nancy, conseiller d'État des ducs Léopold et François III, conseiller d'honneur à la Cour souveraine et de Bar. Après les services funèbres rendus en grande pompe à Nancy, son corps fut ramené à Gerbéviller et enseveli dans la caveau familial au couvent des carmélites de Gerbéviller.
En 1750, Camille de Lambertye  fait construire par Germain Boffrand (architecte entre autres du château de Lunéville) un nouveau château de Gerbéviller qui sera détruit en 1914.

### Filiation des seigneurs de Gerbéviller
Aussi loin que les archives permettent de remonter, Gerbéviller fut d'abord l'apanage des héritiers cadets des ducs de Lorraine. En 1218, le sire de Gerbéviller est l'oncle du duc de Lorraine. La seigneurie est ensuite vendue plusieurs fois. Avec la famille Wisse, démarre une filiation ininterrompue jusqu'au XXIe siècle. En 1469 puis en 1479, Jean de Wisse se voit remettre la terre puis la seigneurie de Romont. Dans le même temps il achète en plusieurs fois la ville de Gerbéviller. En 1485, il devient propriétaire de la totalité de la seigneurie de Gerbéviller acquise sur les comtes de Linange.
Anne Wisse est mariée en 1486 à Huet Duchâtelet. La famille Wisse n'ayant pas d'héritier mâle, Anne transmet Gerbéviller à la famille Duchâtelet.
Joachim-Charles-Emmanuel comte de Tornielle ayant épousé en 1590 Anne Duchâtelet, descendante de la précédente, héritière de la seigneurie, il reçoit la terre de Gerbéviller au début du XVIIe siècle.
Camille de Lambertye hérite du marquisat de Gerbéviller en 1737 de son oncle Anne-Joseph de Tornielle.

### Le marquisat
Le 4 mai 1621 à la demande pressante du comte de Tornielle, le duc Henri II, qui a la réputation de ne pas savoir dire non, consent à élever la terre de Gerbéviller en marquisat avec prévôté,. Le titre de l'acte ducal est ainsi formulé : «Erection en marquisat de la terre, faulbourg et ville de Gerbéviller et autres dépendances d'icelle, appartenant au comte de Tornielle ».
Ce nouveau marquisat comprend les villages de Fraimbois et Vaimbois, Lamath, Haudonville et Les Bordes, Vennezey, Vallois, Saint-Pierremont, Romont, Saint-Maurice-sur-Mortagne et Hardancourt, Xermaménil, Mortagne (Mont-sur-Meurthe), Giriviller, Essey-la-Côte, Remenoville et Moranviller, Clayeures, Mattexey, deux maisons à Moriviller et des fiefs à Vomécourt.
Le journal de Pierre Vuarin donne le marquisat de Gerbéviller comme « l'une des terres de Lorraine les plus titrées ».
Plusieurs documents historiques parlent de la gruerie de Gerbéviller sans donner de détail. Un arrêt de la cour souveraine de Lorraine en date du 31 janvier 1705 confirme cette existence. En 1746 Me Nicolas Henry receveur des finances à Rambervillers est gruyer et substitut au marquisat de Gerbéviller (un gruyer était un prévôt chargé des affaires forestières).
Bien entendu, le marquisat dans sa forme historique s'arrête pendant la Révolution française. Les Lambertye restèrent ou redevinrent propriétaires de la majeure partie des biens immobiliers possédés avant la Révolution. Cependant, dans la deuxième moitié du XIXe siècle, la presse locale publie de nombreuses annonces de ventes de forêts à Landécourt, Essey-la-Côte et Romont ; de moulins à Vallois et à Gerbéviller et d'un cens forestier à Giriviller (voir ces communes sur Wikipedia).
En 1824 et après procès, M de Lambertye, comte de Romont et marquis de Gerbéviller, donne à la commune d'Hardancourt, 17 ha 31 ares et 16 centiares de forêt à prendre dans les bois de Romont. Cette cession met fin à une coutume très ancienne par laquelle les chefs de ménage d'Hardancourt prenaient chaque année six cordes de bois (environ 18 stères) chacun dans la forêt du comte moyennant quoi ils devaient s'acquitter de la façon de ce bois ou de la faire eux-mêmes.
Les Lambertye continuèrent à se parer du titre de marquis de Gerbéviller et habitèrent le château de Gerbéviller jusqu'à la fin du XXe siècle. La dernière personne à porter le nom de cette branche est la marquise Lina Eugénie Rose de Lambertye, née SANCHO CONTRERAS, décédée le 10 novembre 1991. Elle était veuve du capitaine de frégate Charles de Lambertye, titulaire de la croix de guerre 1914-1918, mort pour la France, en 1940.

### Administration de la ville sous l'Ancien Régime
Au XVIIe siècle quand des habitants de Gerbéviller se mariaient ou prenaient le droit de bourgeoisie, ils devaient planter six arbres fruitiers sur un paquis communal. On entretenait ainsi un verger collectif dont la vente des fruits constituait une ressource financière pour la communauté.
En 1633, un arrêté de Charles de Tornielle ; seigneur de Gerbéviller, répartit les attributions du prévôt et celles du commandant militaire. Ce dernier a la responsabilité de la garde de la ville et de ses murailles. À ce titre, il a l'autorité nécessaire pour contraindre les bourgeois à assurer leur participation à la garde. Le commandant doit également prendre les mesures nécessaires contre le risque de maladies contagieuses. Cela comprend l'obligation faite aux bourgeois de tenir propre le devant de leur maison. Le prévôt est chargé des affaires criminelles. Il est chargé de conduire les condamnés à mort au supplice. Il commande aux habitants d'Haudonville, de Remenoville et de Moranviller d'assurer la garde des portes de la ville pendant les exécutions.
Le marquis s'attribuait le tiers denier, une taxe sur les produits des biens communaux affermés. Le marquis s'attribuait deux autres droits féodaux : une taille en francs barrois et des prélèvement en nature de blé et d'avoine. Il prélevait aussi des redevances sur l'utilisation obligatoire des fours et moulins banaux. En 1716, il établit un droit supplémentaire sur les liquides alcoolisés.
La loi de Beaumont qui avait, en théorie affranchi Gerbéviller, prévoyait la tenue de trois assemblées générales chaque année. Cette stipulation fut plus ou moins respectée. En 1598, le duc Charles III ordonne que les habitants de chaque communauté se réunissent chaque année. Cette assemblée est nommée un plaid-annal. A Gerbéviller il devait se tenir dans la quinzaine suivant la Saint-Remy (Remy et non Rémy). Les habitants qui négligeaient de comparaître risquaient une amende de trois francs. À Gerbéviller, l'assemblée nommait le maire, les gens de justice parfois appelés officiers ou encore échevins. Elle nommait aussi les bangards(1), gardes-chasse et gardes-forestiers, Afin que nul ne les ignore, on énumérait les droits, cens, rentes, redevances. Les gouverneurs et commis de ville rendaient compte de leur gestion. On y élaborait les ordonnances de police. Les contrôleurs et receveurs se faisaient payer ce jour les cens et revenus du prince(2) et les amendes. Le plaid-annal de Gerbéviller se tenait en présence d'un auditoire composé de huit personnes : le prévôt, le procureur fiscal du marquis, deux maîtres échevins, deux députés et deux commis de ville Lors de la répartition des charges aux habitants, l'auditoire s'adjoignait trois assesseurs représentant chacun une classe sociale. Pendant l'occupation française, il y eut un maire royal représentant Louis XIV.
(1) Bangard signifie gardien du ban. Dans les documents lorrains plus anciens, il est écrit banwa ou banwârd ; Il resta sous cette forme en patois pour désigner la personne chargée de différentes responsabilités municipales (garde-champêtre, appariteur...).
(2) le prince et ici le duc de Lorraine. L'impôt mentionné prouve que la ville n'était pas totalement affranchie.
Le 1er février 1687, les habitants se réunissent en corps de communauté et présentent au marquis de Gerbéviller toute la difficulté de synthétiser les opinions de tous les participants aux assemblées communales. Ils demandent l'autorisation d'établir un conseil de ville composé de douze bourgeois. Il fut fait droit à cette requête et les membres du conseil prêtèrent serment le 4 février suivant. Par un décret du 7 décembre 1707, le duc Léopold réduisit ce conseil à huit membres.
Dans une déclaration de la communauté de Gerbéviller datant de 1758, il est écrit qu'il y a à Gerbéviller un hôtel de ville composé du prévôt chef de police, du procureur fiscal, du greffier de la prévôté et de deux notables nommés par la ville.
La même déclaration dit que le ban (territoire) est commun entre les habitants de Gerbéviller et ceux de Haudonville. Les derniers prennent un neuvième dans les fruits champêtres, les regains etc. Les charges se répartissent de la même manière. La ville paie chaque année un organiste pour toucher et entretenir l'orgue paroissial. C'est également la ville qui paie les gages du régent d'école. Elle indemnise un bourgeois préposé à la pesée des pâtes que l'on cuit aux fours banaux.
La communauté était chargée d'embaucher et de payer une partie du salaire du régent d'école qui se montait ici à 200 francs par an ce qui était très insuffisant. Le recrutement se faisait d'abord par l'audition de chaque conseiller municipal qui présentait son favori. Il y avait une série d'épreuves puis on opérait une première sélection pour laquelle les qualités d'enseignant étaient à peine abordées. Comme l'instituteur devait aussi assurer la charge de marguillier et de chantre, on mettait les candidats à l'épreuve du chant. On faisait peu de cas de la justesse, ce qui importait c'était la voix qui portait le mieux ! Le candidat retenu avait un contrat de trois ans révocable à tous moments avec un préavis de trois mois.

### Institutions religieuses
Dès 1189, il existait à Gerbéviller un prieuré de l'ordre de Saint-Benoît dépendant de l'abbaye de Saint-Urbain. En 1564, le cardinal de Lorraine en sa qualité d'abbé de Saint-Urbain de Verdun, nomme le sieur Colard prieur de Gerbéviller. Ce prieuré était en commande qui fut unie à la mense du chapitre de Saint-Georges de Nancy dans les premières années du XVIIe siècle. De ce prieuré dépendaient les cures de Bezange-la-Grande, Lanfroicourt, Mulcey et Guermange. Le prieur était curé primitif de Gerbéviller.
Jean Huet marié à Anne Wisse, personnage riche et dévot, fonde l'ermitage de Grandrupt au tout début du XVIe siècle. La construction de l'édifice religieux aurait commencé en 1503. Il fut remanié de nombreuses fois notamment à la fin du XVIIIe siècle. La chapelle est vendue comme Bien national le 24 juin 1792 pour 1 600 livres à J-B Munier-Pugin habitant Gerbéviller. Ce qu'il en reste aujourd'hui est un entrepôt situé à l'intersection des rues de Grandrupt et de l'ancienne route de Moyen. Les termes utilisés prêtent à confusion entre la chapelle de l'ermitage dont il vient d'être question et la chapelle-oratoire de Grandrupt qui n'est pas située au même endroit (voir la section lieux-et-monuments).
Le couvent des Carmes déchaussés avait été fondé par Charles-Emmanuel de Tornielle, seigneur de Gerbéviller, son épouse et Chrétienne du Chastellet en 1618. Le 5 avril 1657 pendant l'occupation française, le maréchal de la Ferté-Senectère interdit la recherche de salpêtre dans les maisons et dépendances des Carmes de Gerbéviller. Cela constitue un privilège notoire car les salpêtriers avaient très mauvaise réputation, En 1790, le couvent comptait six religieux et trois frères. La maison conventuelle des Carmes fut vendue comme bien national le 29 septembre 1796.
Par testament du 11 décembre 1637, Gabrielle de Stainville lègue une somme de 8 000 francs, monnaie de Lorraine, pour l'achat d'une maison et d'un gagnage pour le logement et l'entretien de filles dévotes qui devront s'employer à l'instruction et à l'éducation de filles pauvres.. C'est ainsi qu'est  créée l'institution les religieuses de la congrégation. En octobre 1672, les religieuses de la congrégation de châtel-sur-Moselle viennent s'installer chez leurs consœurs de Gerbéviller. Le 14 avril 1677, on pose la première pierre de leur chapelle dont la construction fut terminée en 1679. En 1768, l'institution comptait 18 religieuses. La maison conventuelle avec ses dépendances fut vendue comme bien national le 23 mai 1793.
La congrégation hospitalière et enseignante des sœurs de Saint-Charles est autorisée le 14 décembre 1810. L'hospice de Gerbéviller était desservi par trois sœurs hospitalières.

#### La chapelle palatine
C'est sous ce nom qu'est connue la chapelle du château située hors de son enceinte, en face du château. Elle doit son importance patrimoniale au marquis Marie-Charles-Auguste-Ernest de Lambertye, camérier d'honneur des papes Pie IX et Léon XIII. Voulant offrir une solution d'exil au pape Pie IX menacé dans ses états pontificaux par la réunification du royaume d'Italie, le marquis fit reconstruire à grands frais cet édifice religieux. Les travaux commencèrent en 1860. La chapelle fut consacrée en 1865, . 
En 1866, la presse régionale publie de nombreuses annonces de ventes immobilières. C'est probablement pour faire face aux dépenses engagées dans la chapelle palatine que le marquis se sépare de nombreux biens comprenant des forêts, des fermes et un moulin. 

### Époque moderne
Le 29 septembre 1819 parait une ordonnance du roi qui distrait la commune de Barbonville du canton de Gerbéviller pour la réunir à celui de Bayon. Le 3 août 1882 le Sénat discute le projet de loi visant à distraire la commune d'Hériménil du canton de Gerbéviller. Dans la table annuelle récapitulative du journal officiel du 1er janvier 1926, est mentionné un dépôt de projet de loi visant à distraire la commune de Flin du canton de Gerbéviller.
Vers 1850, Il y a trois foires commerciales annuelles à Gerbéviller. Elles ont lieu les 15 février, 15 mai et 29 septembre.
Dans Le Journal des brasseurs du 18 août 1864, son directeur écrit à propos du houblon : il est bon de dire aussi que nulle part, en Lorraine, on ne cueille aussi bien qu'à Gerbéviller ; à quelques planteurs près, nous cueillons mieux qu'en Alsace.
En 1888, le territoire comprend 40 ha de houblonnières et 80 ha de vignes.
En 1892, il y a à Gerbéviller : un bazar, deux bonneteries, quatre bouchers, cinq boulangers, une brasserie (fabrication), six broderies, quinze cafés-restaurants, un transporteur (camionnage) ; un carrossier, quatre chapeliers, un charcutier, trois charpentiers, quatre commerces de chaussures, un collecteur de chiffons et ferraille, deux coiffeurs, un coutelier, sept courtiers en houblons, quatre entrepreneurs, neuf épiciers, deux ferblantiers, six forgerons, un hôtel, trois horlogers, un libraire, deux loueurs de voitures, trois marchand de bois, un marchand d'étoffes, un marchand de houille, deux menuisiers, deux merciers, deux marchands de monuments funéraires, deux marchands de papier peint, trois peintres en bâtiment, trois plâtriers, un receveur-buraliste, deux sabotiers, un scieur, deux selliers, trois tailleurs, deux tonneliers.
En 1897, le phylloxéra est constaté pour la première fois sur la commune. En 1901, 40 ha de vigne sont atteints.
En 1910, la brasserie Noël est déjà équipée d'un système industriel de refroidissement. À la même période, Gerbéviller est le plus important marché de houblon en Meurthe-et-Moselle.
Chemin de fer : Le 29 août 1882, le Ministre des travaux publics et la compagnie des chemins de fer de l'Est signent une convention pour l'exploitation provisoire d'une ligne de chemin de fer allant de Mont-sur-Meurthe à Gerbéviller. Cette voie relia Gerbéviller au réseau national des voies ferrées pendant près de 100 ans.
La prolongation de cette voie jusqu'à Bruyères via Rambervillers fut beaucoup plus laborieuse. Il fallut attendre près de 30 ans pour inaugurer la liaison avec Rambervillers. Une compagnie concurrente de chemins de fer exploitant la ligne Rambervillers-Charmes s'opposait vigoureusement à ces travaux. Ils permettaient  de faire le trajet de Rambervillers à Nancy sans passer par Charmes ce qui menaçait de réduire le nombre de passagers sur la ligne concurrente.

#### Première Guerre mondiale, la bataille de Gerbéviller

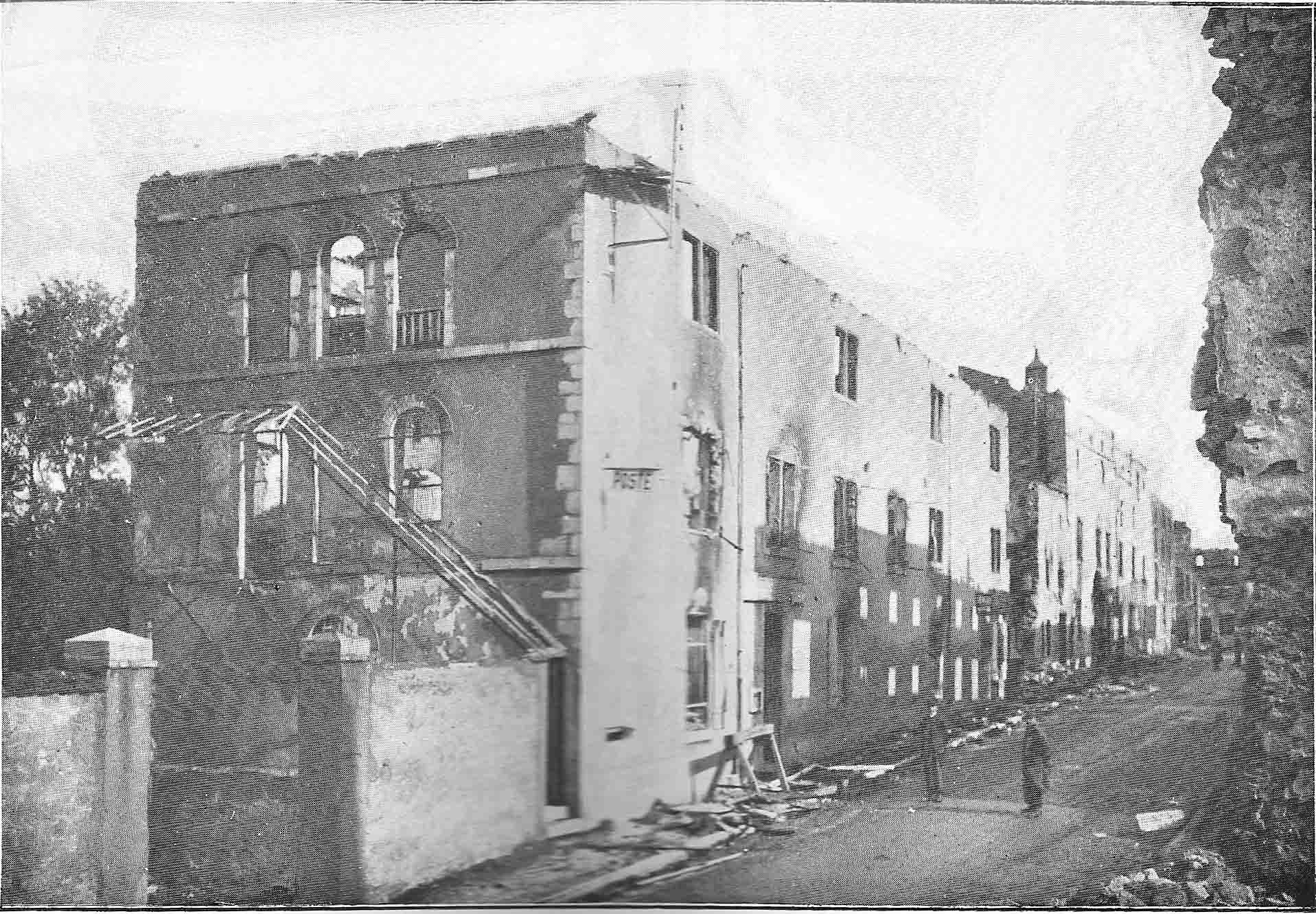
La Poste et la rue de la Poste, actuellement rue Carnot, après les destructions de la Première Guerre mondiale.

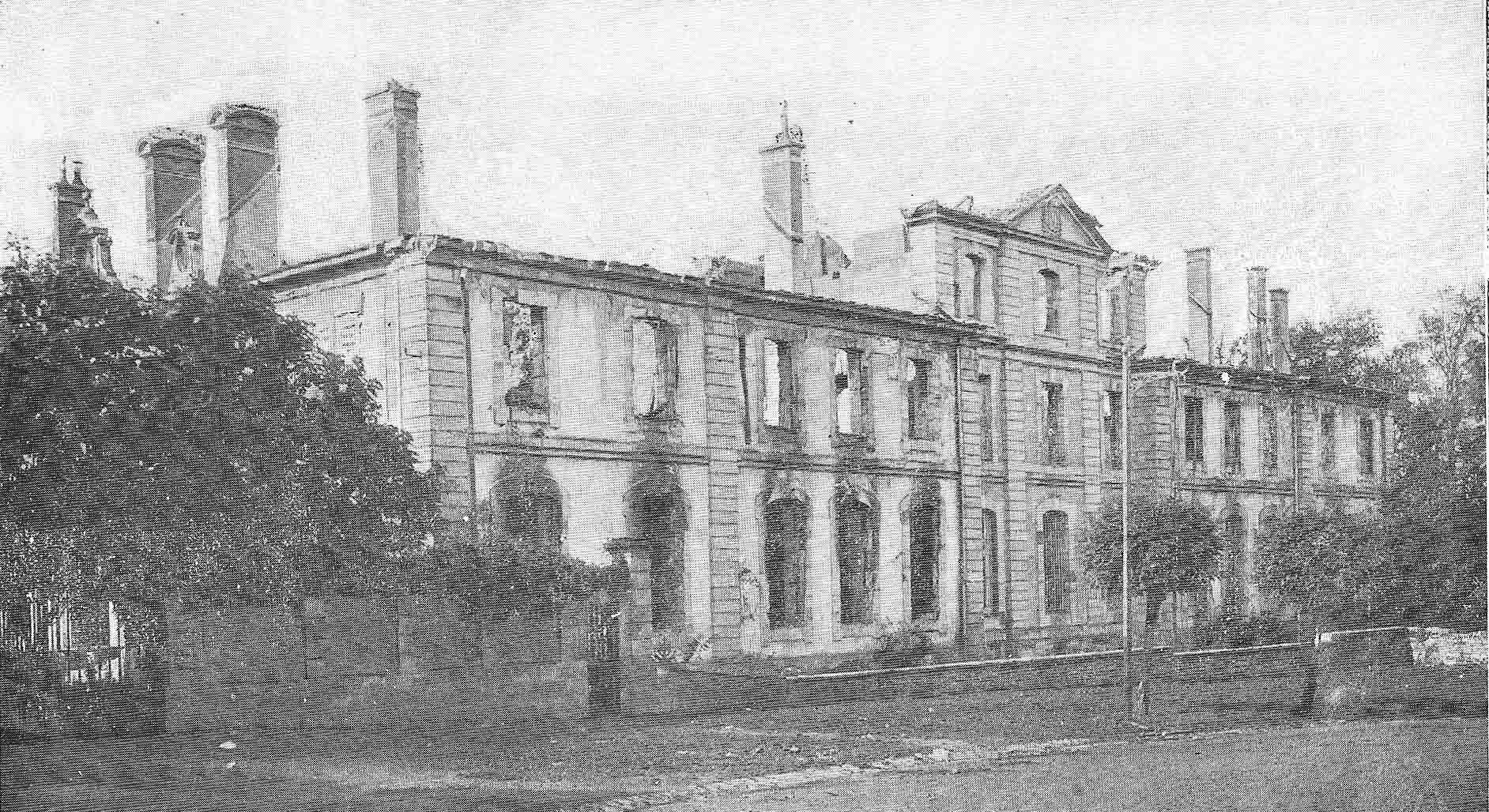
Les ruines du château en 1915.

Le lundi 24 août 1914, les Allemands progressèrent et rejetèrent les avant-postes de la IIe Armée française hors de Damelevières et de Gerbéviller. Par la suite, après de durs combats, les mêmes troupes allemandes accentuent leur avance et refoulèrent encore les Français.
Le même jour, 60 Chasseurs du 2e Bataillon de Chasseurs à Pied, dirigés par l'adjudant Chèvre, s'installèrent à Gerbéviller et y édifièrent des barricades de fortune. La mission des soldats français était de ralentir le plus possible l'ennemi pour permettre au général de Castelnau d'organiser la résistance en arrière du front.
À Gerbéviller, les premiers tirs furent échangés vers 9 h. Ne pouvant distinguer avec précision les Français, croyant peut-être avoir affaire à des partisans, les troupes allemandes se livrèrent au pillage et à la destruction des habitations de la rive droite de la Mortagne. Après une accalmie, le combat reprit au début de l'après-midi. Une pluie d'obus s'abattit sur la ville jusqu'au repli des troupes françaises vers 17 h.
La ville fut alors livrée au pillage et la population soumise à la violence de la soldatesque du 69e régiment d'infanterie : 64 habitants massacrés (dont 15 affreusement mutilés, fusillés ou brûlés vifs), viols, prise d'otages... selon les témoignages, 475 maisons furent incendiées.
Un seul quartier échappa à la destruction, celui de l'hospice dirigé alors par Sœur Julie qui convainquit les Allemands que seuls des blessés dont quelques Allemands étaient hébergés dans l'hospice.
En mémoire de ces heures sombres, Gerbéviller fut surnommée « Gerbéviller-la-Martyre ». La mise en exergue du martyre d'une ville fut relayée par la presse en plus de l'ordre de l'armée du Journal officiel, par la revue de La Grande Guerre du XXe Siècle du 7 août 1915, de l' Excelsior, Le Petit Parisien, L'Écho de Paris, le Petit Journal supplément illustré, Le Pèlerin.
Un opuscule fut édité pour relater cet événement au bénéfice des sinistrés de Gerbéviller et des œuvres de sœur Julie. Une sorte de pèlerinage fut alors à l'honneur, le  préfet de Meurthe-et-Moselle, Léon Mirman, la visita plusieurs fois et fit faire des clichés photographiques pour la Commission d'enquête, le maire de Nancy, Gustave Louis Simon envoya Victor Prouvé et Auguste Ramel pour en faire le tableau, une messe fut dite sur le plateau entre la ville et celle de Moyen, le 11 octobre 1914, Maurice Barrès et Edmond Keller maire de Lunéville y assistèrent aussi. Le 23 octobre les ministres Aristide Briand et Albert Sarraut en firent la visite. Le 10 novembre René Viviani, président du Conseil et le sénateur de la Marne Léon Bourgeois tinrent à rendre hommage à la ville en y faisant une visite.
Revenant le 29, René Viviani, avec Raymond Poincaré, président de la République, Paul Deschanel, président de la Chambre ainsi que Antonin Dubost, président du Sénat ; se faisant faire le récit après la visite, Raymond Poincaré prit la Croix de la Légion d'honneur d'un des suivants pour l'agrafer sur la poitrine de sœur Julie alors la supérieure du couvent abritant un hospice. La chose fut entérinée par le décret du 9 janvier 1915.
Un monument, œuvre du sculpteur Émile Just Bachelet, fut élevé à Gerbéviller en l'honneur de la 74e Division d'Infanterie de Réserve (DIR)
Le site « mémoire des hommes » recense 1771 fiches de soldats français tués sur le territoire de la commune. Ce nombre ne tient pas compte des morts pendant leur transport ou leur hospitalisation. Au Cimetière militaire français, reposent 2 164 morts 
Au cimetière militaire allemand, reposent 5 462 morts,.
Le 23 juillet 1930, la ville fut décorée de la croix de guerre 1914-1918 avec Légion d'honneur.
En 1918, la VIIIe armée avait programmé la réalisation d'une voie ferrée dite voie de 60 reliant le dépôt de munitions d'Einvaux à Saint-Clément dans le but d'assurer l'approvisionnement de l'artillerie en forêt de Parroy. En août 1918, le tronçon Gerbéviller-Saint-Clément était terminé. L'autre partie qui devait relier Einvaux ne fut jamais entreprise.

## Politique et administration

### Liste des maires
| Période       | Période                   | Identité                                    | Étiquette                                        | Qualité                                                 |
| ------------- | ------------------------- | ------------------------------------------- | ------------------------------------------------ | ------------------------------------------------------- |
| avant 1901    | après 1906                | Guillaume                                   |                                                  |                                                         |
| après 1906    | après 1911                | Arthur Liegey                               |                                                  |                                                         |
| 1912          | 1919                      | Lucien Camus                                | Parti républicain, radical et radical socialiste | Conseiller général du canton de Gerbéviller (1912-1919) |
| 1914          | 1918                      | Guillaume                                   |                                                  | fait fonction de maire en l'absence de M Camus mobilisé |
| décembre 1919 |                           | Charles Yaher                               |                                                  |                                                         |
| avant 1920    | 1925                      | Arthur Liegey                               |                                                  |                                                         |
| 1925          | 1929                      | Charles Thuot                               |                                                  |                                                         |
| avant 1929    | après 1936                | Paul Rotaker                                |                                                  |                                                         |
| 1937          | 1940                      | Albert Jacquemin                            |                                                  |                                                         |
| avant 1940    |                           | Charles Thuot                               |                                                  |                                                         |
| 1949          | 1954                      | Pierre Scheidt                              |                                                  |                                                         |
| 1954          | 1965                      | Rose-Marie de Lambertye                     |                                                  | dite la marquise                                        |
| 1965          | 1971                      | Pierre Scheidt                              |                                                  |                                                         |
| 1971          | 1989                      | Jacques Vallin                              |                                                  | Conseiller général de 1970 à 1994 Conseiller régional   |
| 1989          | 1991                      | Michel Demangel                             |                                                  |                                                         |
| 1991          | 1995                      | Roger Mangin                                |                                                  |                                                         |
| 1995          | 1996                      | Raymond Collin                              |                                                  |                                                         |
| 1996          | mars 2008                 | Gérard Herbelin                             |                                                  |                                                         |
| mars 2008     | 2014                      | Daniel Bontems                              |                                                  |                                                         |
| 2014          | En cours (au 27 mai 2020) | Noël Marquis Réélu pour le mandat 2020-2026 |                                                  |                                                         |

### Budget et fiscalité 2021
En 2021, le budget de la commune était constitué ainsi :
- total des produits de fonctionnement : 1 317 000 €, soit 969 € par habitant ;
- total des charges de fonctionnement : 998 000 €, soit 734 € par habitant ;
- total des ressources d'investissement : 780 000 €, soit 574 € par habitant ;
- total des emplois d'investissement : 510 000 €, soit 375 € par habitant ;
- endettement : 1 523 000 €, soit 1 121 € par habitant.

Avec les taux de fiscalité suivants :
- taxe d'habitation : 18,80 % ;
- taxe foncière sur les propriétés bâties : 34,74 % ;
- taxe foncière sur les propriétés non bâties : 36,40 % ;
- taxe additionnelle à la taxe foncière sur les propriétés non bâties : 27,51 % ;
- cotisation foncière des entreprises : 21,53 %.

Chiffres clés Revenus et pauvreté des ménages en 2020 : médiane en 2020 du revenu disponible, par unité de consommation : 22 000 €.

## Population et société

### Démographie

#### Pyramide des âges
L'évolution du nombre d'habitants est connue à travers les recensements de la population effectués dans la commune depuis 1793. Pour les communes de moins de 10 000 habitants, une enquête de recensement portant sur toute la population est réalisée tous les cinq ans, les populations de référence des années intermédiaires étant quant à elles estimées par interpolation ou extrapolation. Pour la commune, le premier recensement exhaustif entrant dans le cadre du nouveau dispositif a été réalisé en 2008.

En 2022, la commune comptait 1 319 habitants, en évolution de −2,22 % par rapport à 2016 (Meurthe-et-Moselle : −0,13 %, France hors Mayotte : +2,11 %).
| 1793  | 1800  | 1806  | 1821  | 1831  | 1836  | 1841  | 1846  | 1851  |
| ----- | ----- | ----- | ----- | ----- | ----- | ----- | ----- | ----- |
| 1 812 | 2 004 | 2 159 | 2 330 | 2 316 | 2 252 | 2 196 | 2 261 | 2 280 |

| 1856  | 1861  | 1872  | 1876  | 1881  | 1886  | 1891  | 1896  | 1901  |
| ----- | ----- | ----- | ----- | ----- | ----- | ----- | ----- | ----- |
| 2 120 | 2 014 | 1 938 | 1 954 | 1 783 | 1 866 | 1 671 | 1 596 | 1 590 |

| 1906  | 1911  | 1921  | 1926  | 1931  | 1936  | 1946  | 1954  | 1962 |
| ----- | ----- | ----- | ----- | ----- | ----- | ----- | ----- | ---- |
| 1 575 | 1 557 | 1 188 | 1 189 | 1 168 | 1 141 | 1 016 | 1 016 | 941  |

| 1968 | 1975 | 1982  | 1990  | 1999  | 2006  | 2008  | 2013  | 2018  |
| ---- | ---- | ----- | ----- | ----- | ----- | ----- | ----- | ----- |
| 899  | 970  | 1 300 | 1 275 | 1 402 | 1 372 | 1 364 | 1 377 | 1 336 |

| 2022  | - | - | - | - | - | - | - | - |
| ----- | - | - | - | - | - | - | - | - |
| 1 319 | - | - | - | - | - | - | - | - |

### Enseignement
Établissements d'enseignements :
- Écoles maternelles et primaires à Gerbéviller, Moyen, Fraimbois, Xermaménil, Magnières.
- Collège à Gerbéviller.
- Lycées à Lunéville.

### Santé
Professionnels et établissements de santé :
- Médecins à Gerbéviller, Magnières, Saint-Clément, Mont-sur-Meurthe.
- Pharmacies à Gerbéviller, Magnières, Saint-Clément, Blainville-sur-l'Eau.
- Hôpitaux à Lunéville, Baccarat, Rambervillers, Saint-Nicolas-de-Port.

### Lieux de cultes
- Culte catholique, Paroisse Bienheureux-Gervais-Brunel de la Mortagne[107], Diocèse de Nancy et Toul

## Économie

### Entreprises et commerces

#### Agriculture
- Culture de céréales, de légumineuses et de graines oléagineuses.
- Culture et élevage associés.
- Élevage d'autres bovins et de buffles.
- Élevage de vaches laitières.

#### Tourisme
- Hébergements et restauration à Haudonville, Mattexey, Magnières, Landécourt.

#### Commerces
- Commerces et services de proximité.

## Culture locale et patrimoine

### Lieux et monuments

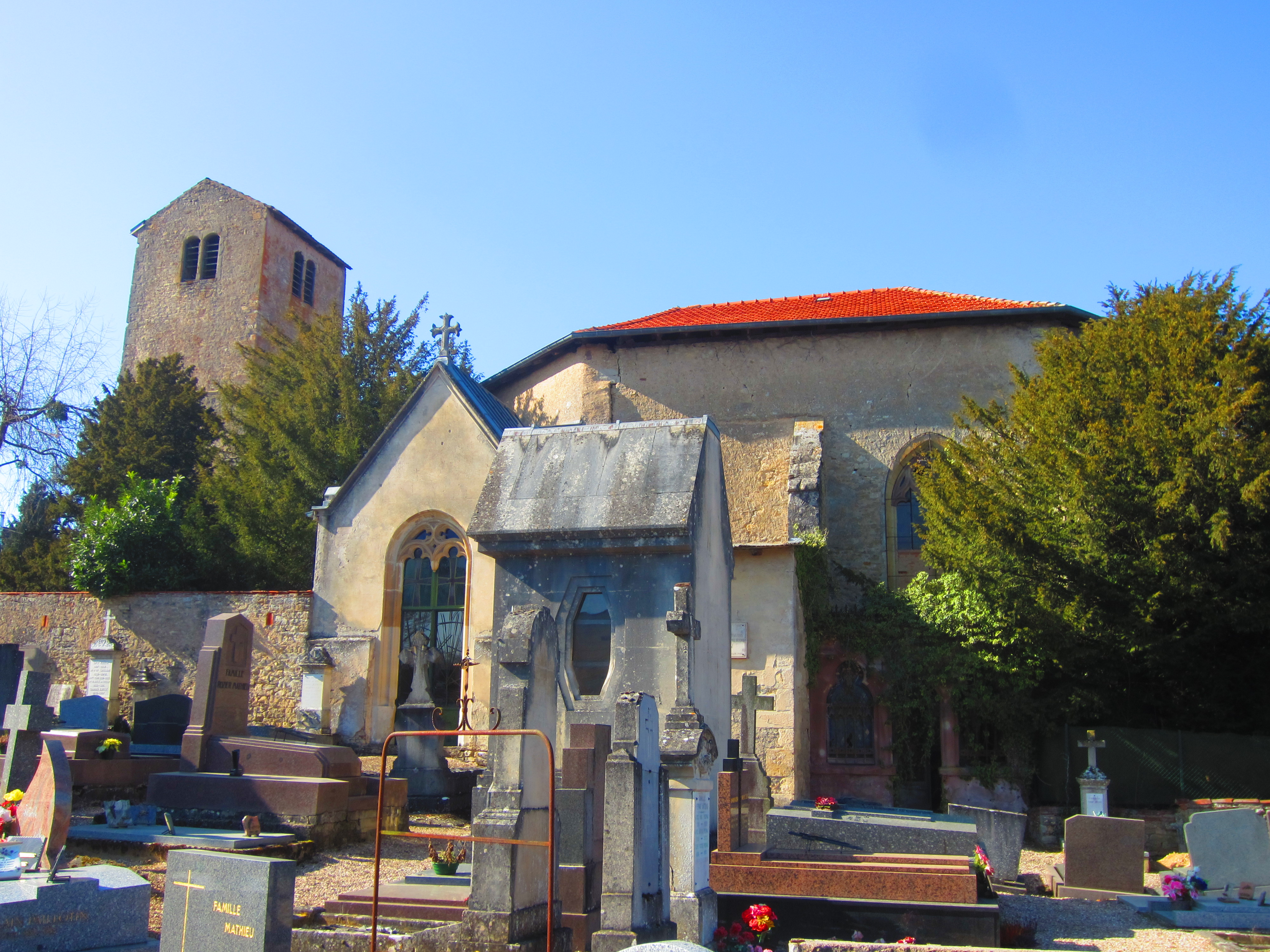
Ancienne église Saint-Pierre.
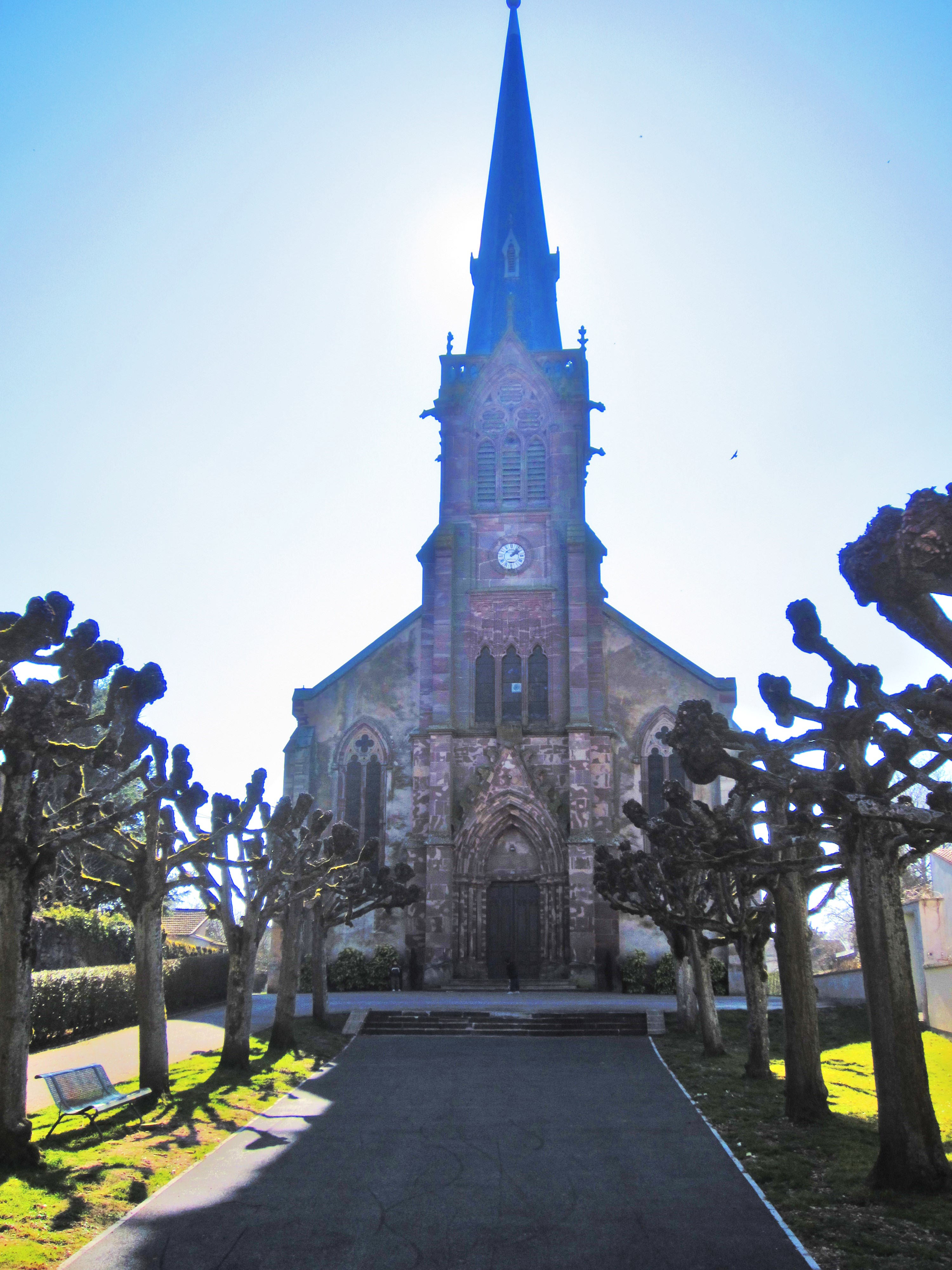
Église Saint-Pierre-et-Saint-Sylvestre.
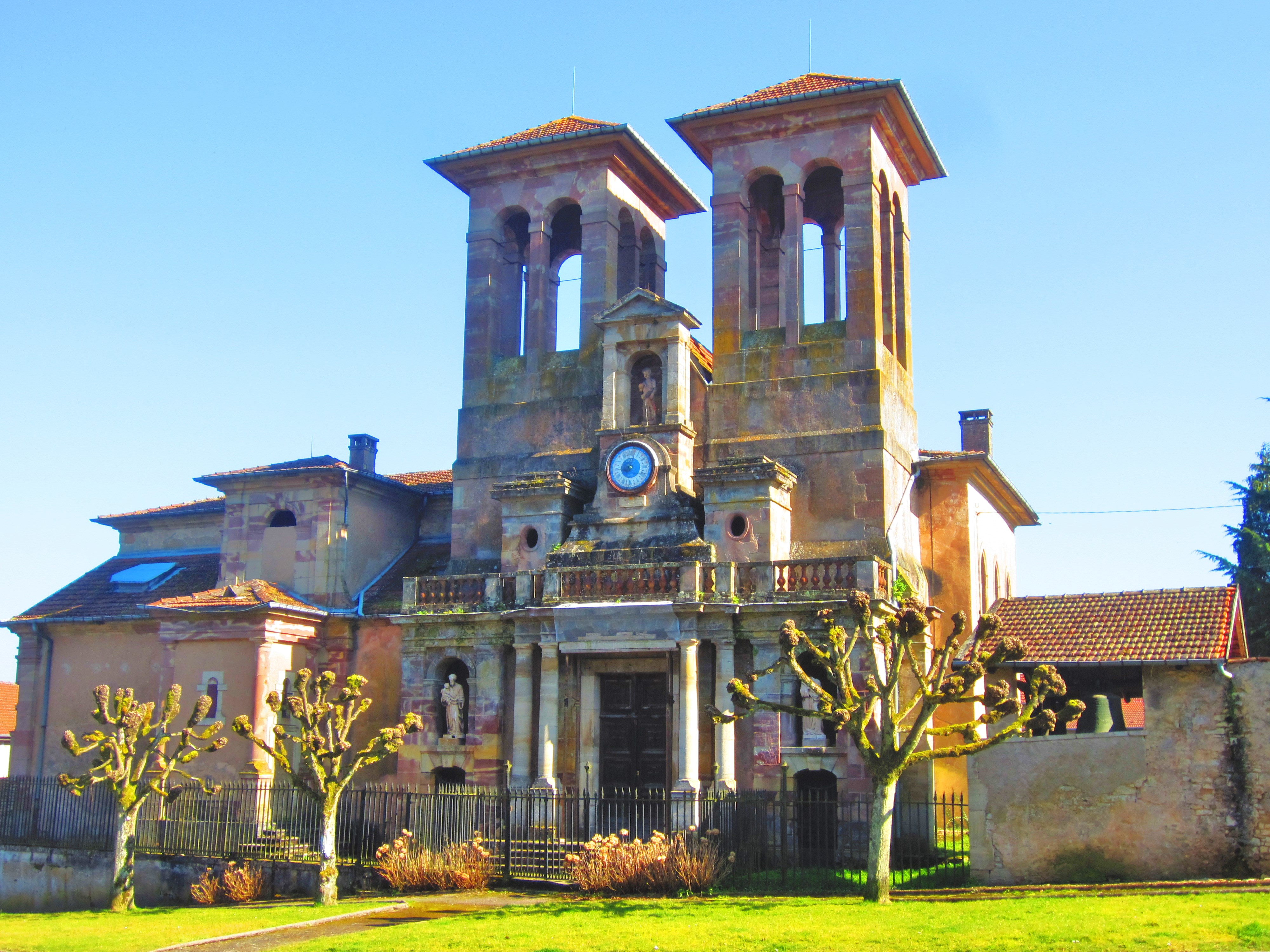
Chapelle dite « Palatine ».
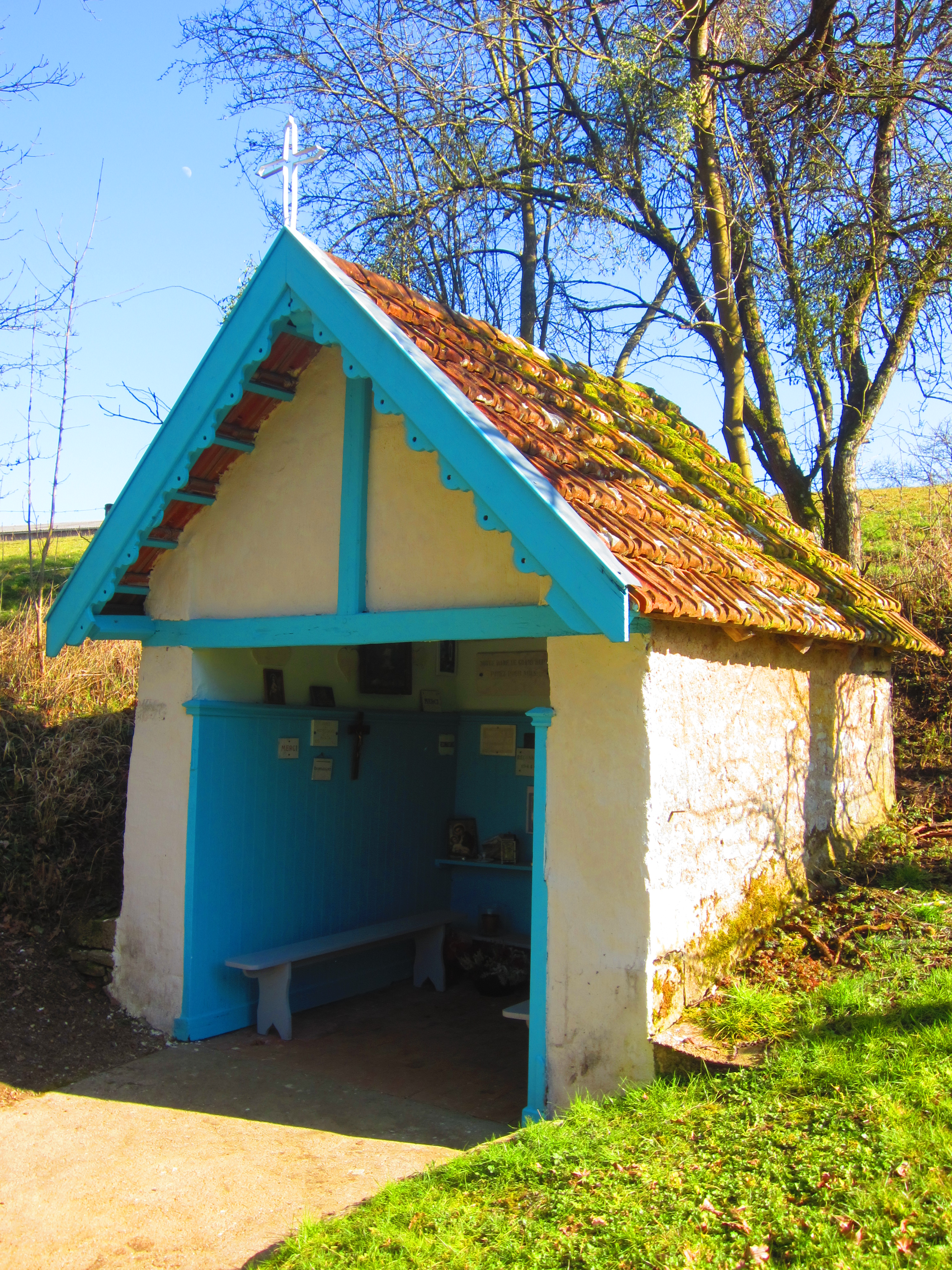
Chapelle-oratoire Notre-Dame-de-Grandrupt.
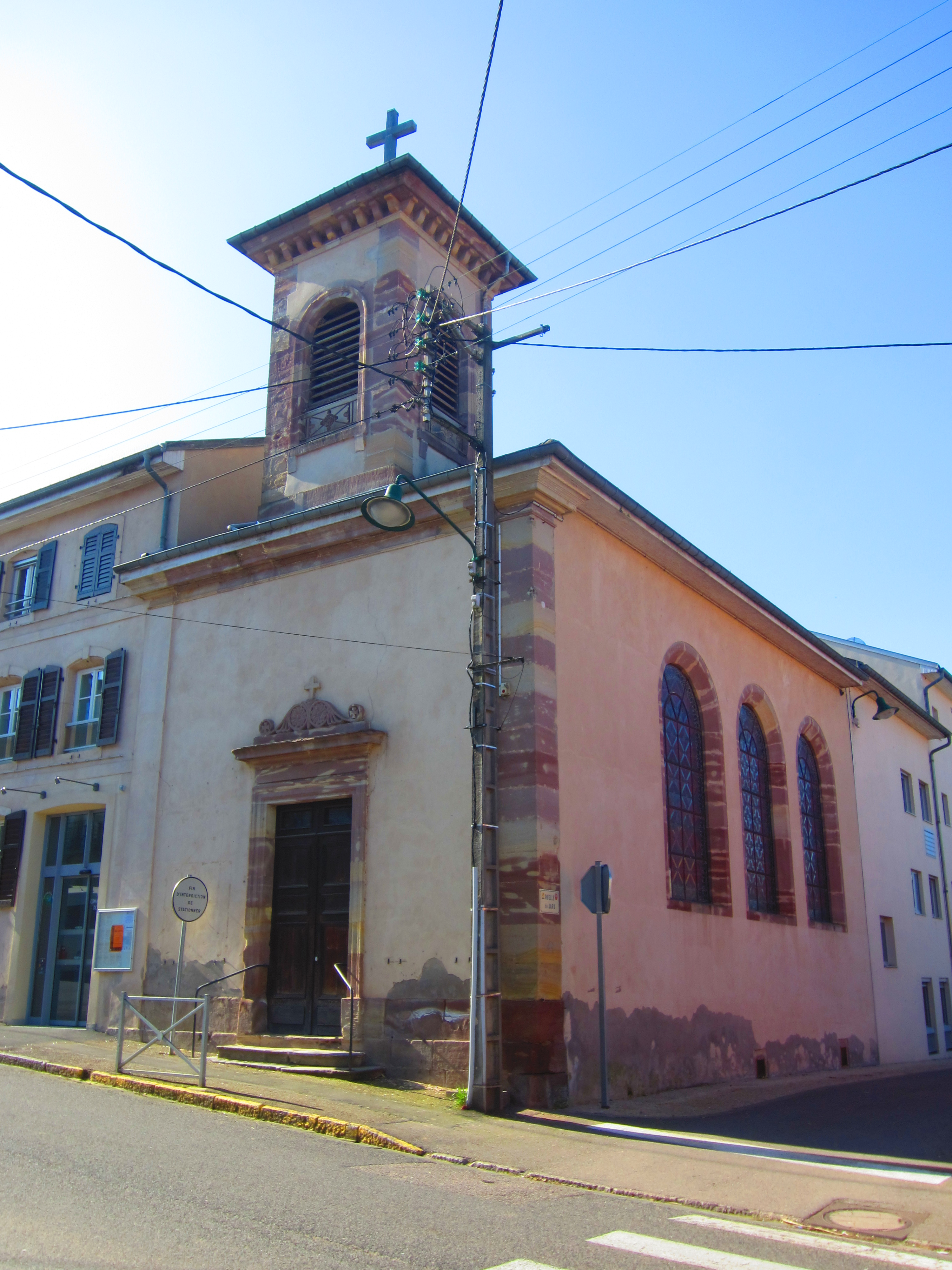
Chapelle de la maison de retraite Sœur-Julie.
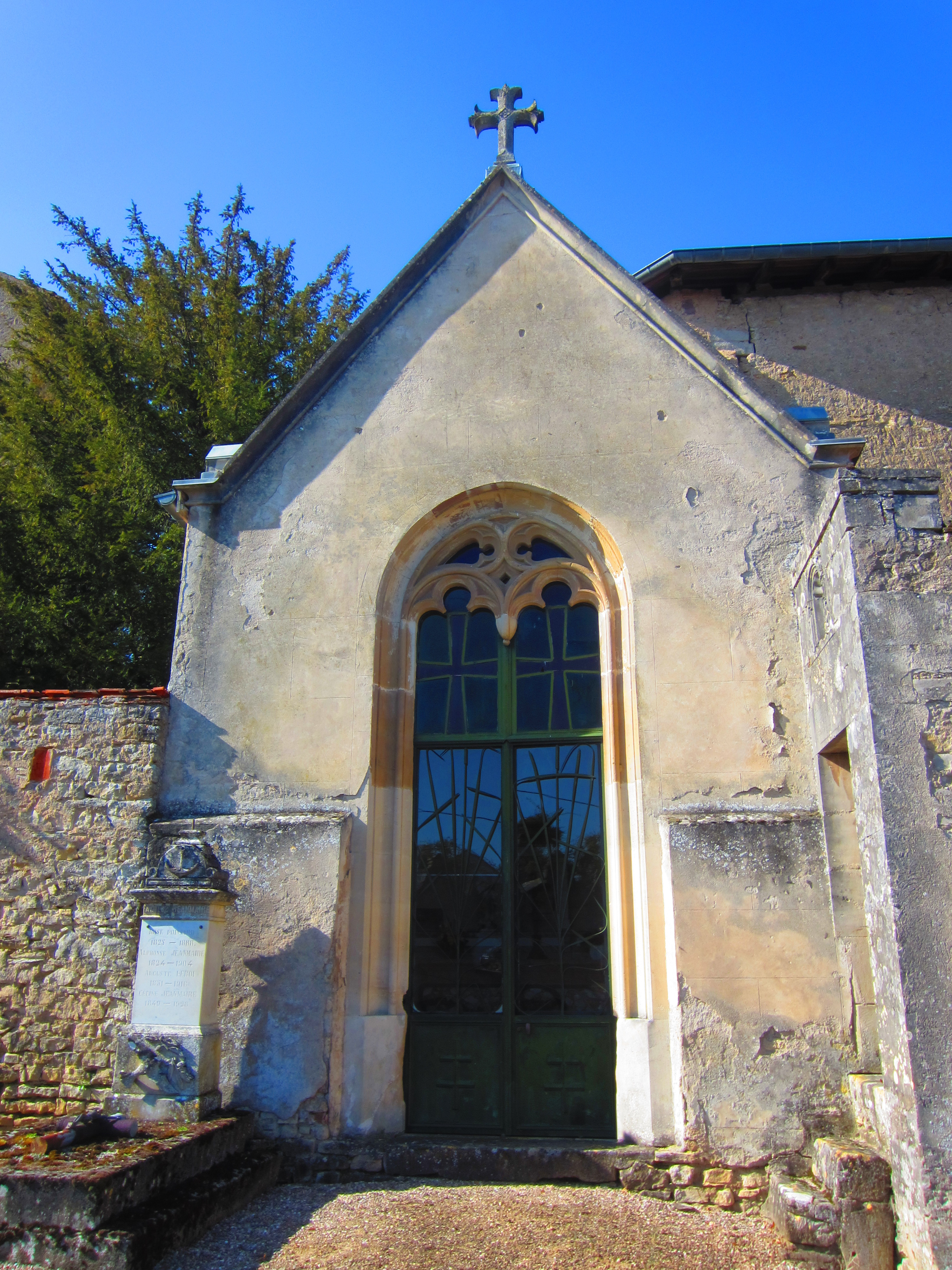
Chapelle de cimetière.
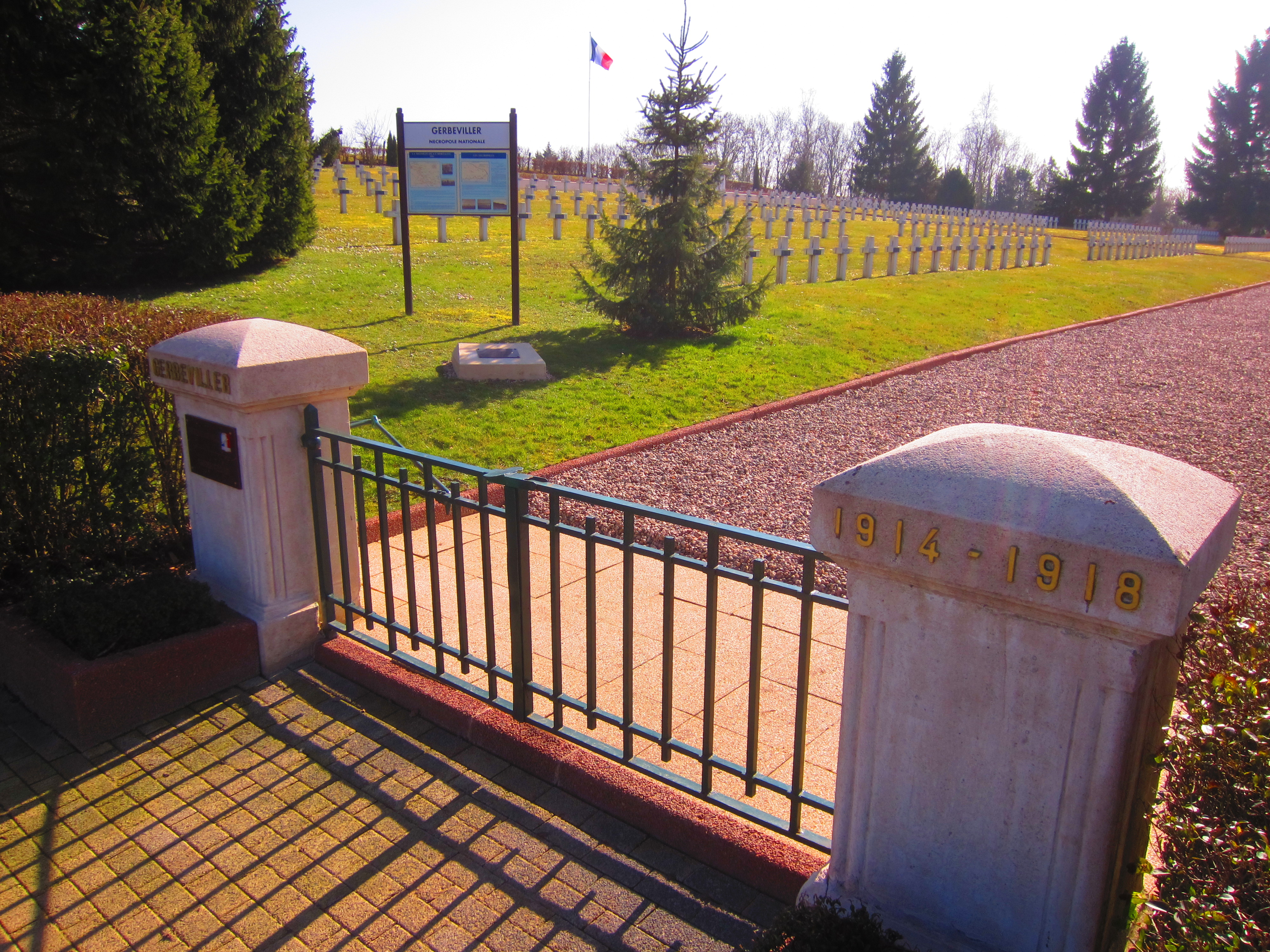
Cimetière militaire français.
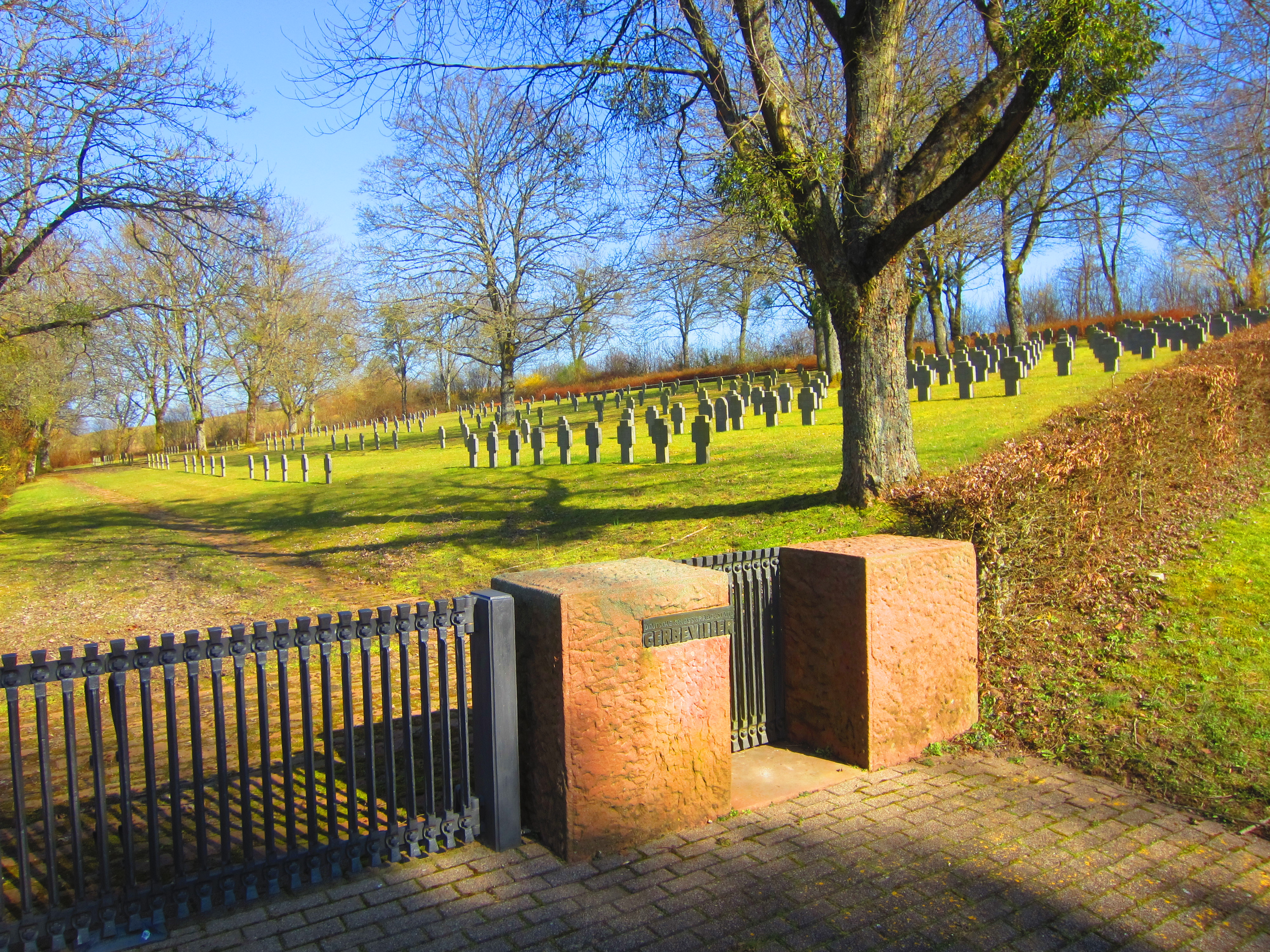
Cimetière militaire allemand.

Patrimoine religieux :
- La tour de l'ancienne église Saint-Pierre mutilée lors de la Première Guerre mondiale
- L'église Saint-Pierre-et-Saint-Sylvestre[108],[109] de style néo-gothique (construite en 1858, reconstruite en 1920) ;

Orgue Cavaillé-Coll de 1865,.
- L'ancien couvent des Carmes : chapelle dite « Palatine » dépendant du château et classée depuis 1986[112], dont l'orgue Cavaillé-Coll de 1865, vendu en 1909, se trouve désormais à l'église Saint-Maurice de Bécon à Courbevoie[113].
- La chapelle-oratoire Notre-Dame-de-Grandrupt : pèlerinage[114].
- La chapelle de la maison de retraite Sœur-Julie[115].
- La chapelle de cimetière.

Patrimoine civil :
- Le château de Gerbéviller avec son jardin et son nymphée, classé monument historique depuis 1996[116].
- Voie romaine de Gerbéviller à Moyen nommée ancienne route de Moyen[117].
- Le monument aux morts où le soldat est représenté sur un socle flanqué d'une reproduction des piles du pont principal de la ville.
- La nécropole nationale de Gerbéviller[118],[119],[120].
- Le cimetière militaire allemand de Gerbéviller[121],[122].
- Deux monuments à la mémoire des chasseurs à pied et des morts de Gerbéviller[123].
- Carré français des victimes civiles de Gerbeviller[124] à l’extrémité nord-ouest de la commune, au bord de la D 914, au lieu-dit « de la Prêle »[125].

### Héraldique
| Blason de Gerbéviller | Blason  | De gueules à deux bars adossés d'argent, semé de croix pommetées au pied fiché d'argent |
| Blason de Gerbéviller | Détails | Il s'agit du blason de l'ancienne maison de Gerbéviller. dans « le héraut de Lorraine », on lit : il se voit par ces armes qu'autrefois un cadet de Ferette; de Bar ou de Salm a possédé la terre de Gerbéviller. |

#### Blason populaire
Dans le langage dialectal, les habitants avaient pour blason populaire (sobriquet) les vérets ou les wérés (les verrats). Il y avait aussi un quolibet : "Gerbiélé, têtes de vés" (Gerbéviller, têtes de veaux) . On remarque que Gerbéviller a le même sobriquet que Giriviller et que Rambervillers, rime patoise oblige !

### Rues et bâtiments
- Une rue au Creusot a porté le nom de cette commune, mais la rue a été détruite par les bombardements de 1943 .

### Personnalités liées à la commune
- François Marchal né à Gerbéviller au début du XVIIIe siècle et mort vers 1750 à Nancy. Organiste de la paroisse Sainte Epvre à Nancy. Sa biographie le décrit comme savant mécanicien connu pour ses serinettes et pour ses automates[129].
- Alexandre Vincent Jandel, né en 1810 à Gerbéviller et mort en 1872 à Rome, était un religieux catholique français, maître de l'ordre des Prêcheurs (dominicains) de 1855 à 1872[130].
- Auguste Gaudel, né en 1880 à Gerbéviller, Officier de la Légion d'honneur, et mort en 1969 à Toulon, était un prélat français qui fut évêque de Fréjus et Toulon de 1941 à 1960.
- Georges Maurice né à Gerbéviller le 26 mars 1918. Il rejoint les rangs de la France Libre en juin 1943. Il est affecté à la résistance intérieure[131].
- Amélie Rigard, en religion Sœur Julie (1854-1925).